# Dalai Lama (canción de Mecano)
«Dalai Lama» es una canción del grupo Mecano, y fue el cuarto sencillo en ser publicado, perteneciente al disco Aidalai.
La autoría está a cargo de Nacho Cano.

## Acerca de la canción
Esta canción fue inspirada en un viaje realizado por Nacho a Nepal, como él mismo lo comenta en algunas de las entrevistas que se le han hecho, y el tema en sí nos habla sobre la historia del líder espiritual del pueblo tibetano, el Dalai Lama y de la invasión del Tíbet por parte de China. El título del álbum, "Aidalai", es extraído de uno de los versos que forman parte del estribillo de la canción.
El mismo Nacho comenta acerca de cómo y cuándo nació esta canción:

«Allí, los monjes me dejaron una casita y estuve varios días observando sus rutinas y leyendo la biografía del Dalai Lama. En el apartado que hablaba de su infancia, leí este párrafo 'De pequeño me gustaban mucho los juguetes mecánicos y un día me regalaron un mecano; cuando tenía quince años, ya contaba con una colección de ellos.' Me pareció tanta casualidad que yo, un Mecano, estuviera allí leyendo que el Dalai Lama se dedicaba a coleccionarlos que decidí hacerle una canción.».
Adrados Rincón, Javier, "Los tesoros de Mecano" (2011), Madrid-España, ed. Libros Cúpula, p.149, ISBN 9788448069520.

Esta canción es otro de los temas que fue adaptado al italiano e incluida en el álbum "Aidalai" (edición para Italia) el cual incluye seis canciones cantadas en este idioma. Existe también la versión en francés de este tema, pero no fue incluido en el álbum para Francia, no es considerado como maqueta ya que el audio es de estudio, igual que sus versiones en español e italiano.

## Lista de canciones
Los diferentes formatos en los que salió publicado este sencillo:
- Disco single de vinilo (7"): "Dalai Lama".

| Cara A |                                 |            |          |  |
| N.º    | Título                          | Compositor | Duración |  |
| 1.     | «Dalai Lama» (Versión sencillo) | Nacho Cano | 4:57     |  |

| Cara B |                                     |            |          |  |
| N.º    | Título                              | Compositor | Duración |  |
| 1.     | «Dalai Lama» (Versión instrumental) | Nacho Cano | 5:29     |  |

Nota: Las versiones del sencillo—también llamadas a veces versión edit o radio-edit—son versiones modificadas de la versión original que aparece publicada en el álbum oficial; en la cual se le eliminan fragmentos de la canción, por dos razones principales: 1º) Para que la canción tenga una longitud adecuada para su difusión en la radio (normas de radiodifusión) y 2º) Para censurar cualquier palabrota, grosería o vulgaridad que pueda contener la canción en su versión original. En el caso de "Dalai Lama" fue para hacer la canción un poco más corta de lo que es el tema originalmente.
Vale la pena aclarar que la "versión instrumental" de "Dalai Lama"—según reza la contraportada del disco single—es en realidad una "versión playback-sin voz" propiamente dicha, es decir, tiene música, tiene voces de acompañamiento; pero carece de la voz principal. En cambio una versión instrumental a rajatabla, sería una versión en donde solamente hay música, carecería tanto de la primera voz como de segundas voces.
- Disco single de vinilo (7"): "Dalai Lama". Edición para Francia y Alemania.
Incluye la Cara B la versión radio-edit del tema "Dalai Lama".

| Cara A |                              |            |          |  |
| N.º    | Título                       | Compositor | Duración |  |
| 1.     | «Dalai Lama» (Versión álbum) | Nacho Cano | 5:29     |  |

| Cara B |                                   |            |          |  |
| N.º    | Título                            | Compositor | Duración |  |
| 1.     | «Dalai Lama» (Versión radio-edit) | Nacho Cano | 4:57     |  |

Nota: La versión denominada "radio-edit" del tema "Dalai Lama" no se debe confundir con "Dalai Lama" (versión single) a pesar de que ambas versiones tienen exactamente la misma duración: 4 minutos, 57 segundos; ya que son dos versiones musicales diferentes la una de la otra: La versión "radio-edit" es una canción que comienza de súbito, muy violentamente, se inicia con un sonido muy similar al de una explosión y luego seguido a esto, se escucha la voz de Ana Torroja cantando la canción como tal... No tiene puente musical y cuando la canción finaliza lo hace del mismo modo en que comenzó, abruptamente y con un sonido ambiental explosivo. En cambio, "Dalai Lama" (versión single) comienza con el estribillo de la canción, el cual tiene un efecto de fade-in y aunado a esto, no tiene puente musical, como sí la versión-álbum.
- Maxi sencillo de vinilo (12"): "Dalai Lama" (remix version).

| Cara A |                                    |            |          |  |
| N.º    | Título                             | Compositor | Duración |  |
| 1.     | «Dalai Lama» (Remix versión larga) | Nacho Cano | 5:31     |  |

| Cara B |                                    |            |          |  |
| N.º    | Título                             | Compositor | Duración |  |
| 1.     | «Dalai Lama» (Remix versión corta) | Nacho Cano | 4:30     |  |
| 2.     | «Dalai Lama» (Versión single)      | Nacho Cano | 4:30     |  |

Créditos de la contraportada del maxi-single:
- Arreglos y programación: Nacho Cano y José Carlos Parada.
- Grabado en: Estudios "Electric Lady" (Nueva York).
- Ingeniero: Marc Glass.
- Mezclado en: Estudios "Electric Lady" por Bob Rosa.
- Guitarra eléctrica: Ross Traut.
- Producción ejecutiva en Nueva York: Robert Ruggieri.

- CD-Maxi: "Dalai Lama".

| CD  |                                   |            |          |  |
| N.º | Título                            | Compositor | Duración |  |
| 1.  | «Dalai Lama» (Vídeo versión-live) | Nacho Cano | 5:10     |  |
| 2.  | «Dalai Lama» (Single versión)     | Nacho Cano | 4:57     |  |
| 3.  | «Dalai Lama» (Club remix versión) | Nacho Cano | 4:30     |  |
| 4.  | «Dalai Lama» (LP versión)         | Nacho Cano | 5:29     |  |

NOTA: Hay que aclarar que pista #1 correspondiente a "Dalai Lama" (video version-live) no es un video en concierto que viene inserto en el CD-Maxi, porque para el momento en que fue publicado este artículo, aún no estaba muy difundida la tecnología que permitía incorporar videos en discos de CD, eso vino un poco después... El track 1 es un archivo de audio extraído del video de esa canción en concierto.

## Posicionamiento en listas
| Lista (1992)                | Mejor posición |
| --------------------------- | -------------- |
| España (Los 40 Principales) | 1              |